# Helten
Helten er en roman af den danske forfatter Harald Kidde (1878-1918) og regnes for hans hovedværk. Den er af mange litteraturforskere anset for at være en af 1900-tallets væsentligste danske romaner. Romanen er oversat til fransk, tysk, norsk og vietnamesisk og er den eneste af Kiddes romaner, der solgte i større oplag. Hovedpersonen er den fattige lærer Clemens Bek, der er sand kristen i en verden af hyklere – altså en troens helt.

## Baggrund
Handlingen foregår på Anholt, men er inspireret af Kidde-familiens tilknytning til Læsø. Harald Kiddes mor Inger Dorothea "Doris" Corneliussen (1848–1931) blev fem år gammel sendt i pleje på Læsø hos sin moster Polly Ørum, hvis mand Erik Frederik Ørum (1810-73) var tolder på Læsø i årene 1853–71.
Doris forlod øen som syttenårig i 1865, og blev seks år senere gift med Harald Kiddes far den tredive år ældre Christen Kidde, der var amtsvejinspektør i Vejle. Hendes moster Polly havde behandlet Doris hårdt, og hun havde oplevet sin tid på Læsø som et mareridt:
Dér opvoksede hun i det Dyb af Ensomhed, hvori Øen dengang laa, blandt Slægtninge som lidet gav Agt paa det fremmede Barn. Hendes Fortællinger om Livet dér, dets Mørke, Barskhed og Vildskab lod mig se end længere ud bag den Horisont, som min Faders Rejser havde gjort videre end Børns i Almindelighed.
(Harald Kidde i artiklen "Mine Forældre" i samlingen "Artikler og Breve", 1928).
Morens erindringer om sin tid på Læsø er den ene af inspirationskilderne til Helten. Det andet biografiske element i romanen er Kiddes uægte halvbror Johan Harald Plesner (1841-1916), der blev lærer på Hals Skole på Læsø. Harald Plesner var uægte søn af Kiddes far og blev model for hovedpersonen Clemens Bek i Helten.
Moderens fortællinger om "den nøgne ø i Kattegat" og hendes hårde skæbne, kombinerede Kidde med Plesners liv på øen. Begge var blevet svigtet som børn, og Harald Kidde opfattede deres ophold på Læsø som en art landsforvisning, hvilket dog kun var tilfældet for moderens vedkommende. Plesner arbejdede som lærer andre steder både før og efter tiden på Læsø, mens Clemens Bek i Helten nærmest bliver tvunget til Anholt.
Plesner var enelærer ved Hals Skole i 1865-85 og meget aktiv i lokalsamfundet på Læsø. Han var selvlært dyrlæge, arbejdede for tilplantning af øen og oprettede en fond for druknede søfolks efterladte og arbejdede for at få bygget en havn i Vesterø. Den type velgerninger, som Kidde i Helten tillægger vanskabningen Jacobus Uz på Anholt.

## Valget af Anholt som scene for handlingen
Allerede som teenager vidste Harald Kidde, at han ville skrive en roman over stoffet om sin mors forvisning til den isolerede ø og halvbrorens skæbne. Han drømte om at bo på Læsø for at lære scenen for sin kommende roman at kende. I 1899 søgte pastor Georg Kinch i Byrum en huslærer til sine sønner. Kidde søgte og fik stillingen, men grosserer Johannes Schrøder angreb i Kristeligt Dagblad Kiddes nyligt publicerede novelle Pigens Vadested for at være "en opfordring til utugt", hvilket fik pastor Kinch til at fortryde sit tilsagn og vrage Kidde som opdrager af sine sønner. Da Harald Kidde i 1910 fik råd til en studierejse, besøgte han i stedet Anholt, hvor handlingen i Helten derfor blev henlagt.

## Inspiration til øvrige personer
Modellerne til tolderfamilien Vendelin i Helten er birkedommer Adam Fischer, hans kone Jochumine og deres børn, der kom til Læsø i 1892 efter at have boet på Island – ligesom famillun Vendelin i Helten.
I midten af 1800-tallet boede der en pukkelrygget særling på Læsø, som både var en ensom stakkel og havde geniale træk. Han havde haft tre koner og optræder som Jacobus Uz i Helten, hvor den tredje hustru dog er blevet til en elskerinde.